# Werner Potzernheim
Werner Potzernheim (né le 8 mars 1927 à Hanovre - mort le 22 avril 2014 à Hemmingen) est un coureur cycliste allemand, médaillé de bronze de la vitesse individuelle aux Jeux olympiques de 1952 à Helsinki.

## Biographie
Werner Potzernheim dispute ses premières courses cyclistes à l'âge de douze ans, encouragé par son grand-père capitaine de marine et passionné de cyclisme. Dès cette époque, son but est de devenir professionnel. Il suit cependant d'abord une formation de mécanicien, puis est enrôlé dans la Wehrmacht. Dès 1946, il dispute 15 courses sur route et sur piste. En 1950, Potzernheim, jusque-là membre du RV Endspurt Hamburg, déménage à Hanovre, entre autres parce qu'il y apprécie le vélodrome, et que cet équipement n'existe plus à Hambourg. Il est membre du Hanover RC Diamond, prédécesseur du RC Bleu-Jaune Langenhagen.
Pendant les années 1950 et 1960, Werner Potzernheim est le sprinter allemand le plus titré sur piste. Entre 1955 et 1965, Potzernheim est champion d'Allemagne de vitesse à cinq reprises chez les amateurs, puis dix fois chez les professionnels. Il participe plusieurs fois aux championnats du monde sur piste entre 1951 et 1964.
Aux Jeux olympiques de 1952 à Helsinki, Werner Potzernheim remporte la médaille de bronze de la vitesse. Quelques jours plus tard, à son retour à la gare de Hanovre avec Edi Ziegler, médaillé de bronze sur route, les deux athlètes réunis avec leur entraîneur Matze Schmidt sont portés en triomphe et acclamés par des milliers de personnes. En octobre, Potzernheim reçoit la Silbernes Lorbeerblatt des mains du président Theodor Heuss. L'année suivante, Werner Potzernheim est troisième du championnat du monde de vitesse amateur.
En 1965, Potzernheim met fin à sa carrière cycliste. Il gère d'abord une station-service, puis travaille dans l'industrie du vélo. Il a également été entraîneur à la Radsportgemeinschaft Hannover et entraîneur sur piste à la Arbeitsgemeinschaft Radsport

## Palmarès

### Jeux olympiques
- Helsinki 1952
  -  Médaillé de bronze de la vitesse individuelle

### Championnats du monde
- Zurich 1953
  -  Médaillé de bronze de la vitesse individuelle amateurs

### Championnats nationaux
- Champion d'Allemagne de vitesse amateurs en 1950, 1951, 1952, 1953, 1954
- Champion d'Allemagne de vitesse professionnels en 1955, 1956, 1957, 1958, 1959, 1960, 1962, 1963, 1964, 1965

## Source
- (de) Cet article est partiellement ou en totalité issu de l’article de Wikipédia en allemand intitulé « Werner Potzernheim » (voir la liste des auteurs).

1. ↑  « Werner Potzernheim gestorben », sur Der Tagesspiegel (consulté le 7 août 2020).